# 澳大利亞108
澳大利亞108（Australia 108）是位於澳大利亞維多利亞州墨爾本的一座超高層住宅樓，在2020年6月封頂。這座建築也是澳大利亞第二高的建築，僅次於Q1大廈。 

## 外部連結
- Australia 108 （页面存档备份，存于）
- Australia 108 （页面存档备份，存于） — on CTBUH Skyscraper Center